# Ciptasari (Pangkalan)
Ciptasari is een bestuurslaag in het regentschap Karawang van de provincie West-Java, Indonesië. Ciptasari telt 2567 inwoners (volkstelling 2010).